# Terry Bradshaw
Terry Paxton Bradshaw (Shreveport, Luisiana, 2 de setembro de 1948), também conhecido por seu apelido "Mr. Steel Arm" (em português: "Senhor Braço de Aço"), é um ex-jogador de futebol americano norte-americano que atuava na posição de quarterback pelo Pittsburgh Steelers na National Football League (NFL). Ele jogou catorze temporadas como profissional.
Em um espaço de seis anos, jogou em quatro Super Bowls (1974, 1975, 1978 e 1979), tornando-se o primeiro quarterback a ganhar tantos títulos em tão pouco tempo (Joe Montana também ganharia quatro com os 49ers mais tarde), e liderou os Steelers em oito títulos de divisão da AFC Central.
Ele entrou para o Salão da Fama do Futebol Americano Profissional em 1989, o primeiro ano em que foi elegível para tal honra.
Um competidor feroz, Bradshaw tinha um poderoso — e às vezes errático — braço e era na maioria das vezes o responsável por chamar as jogadas de ataque. Suas habilidades físicas e sua liderança em campo foram cruciais para o sucesso dos Steelers. Durante a sua carreira, passou para mais de 300 jardas em um jogo apenas sete vezes, porém sendo três delas em pós-temporadas e outras duas em Super Bowls. Em quatro aparições na final, ele lançou para 932 jardas e fez nove touchdowns, ambos recordes no Super Bowl até o período de sua aposentadoria. Em dezenove jogos de playoff, ele completou 261 passes para 3 833 jardas.
Atualmente trabalha como analista de futebol americano e co-apresentador do programa Fox NFL Sunday.

## Primeiros anos
Bradshaw nasceu em Shreveport, Louisiana. Seu pai, William Marvin "Bill" Bradshaw (1927–2014), natural de Sparta, Tennessee, era um veterano da Marinha dos Estados Unidos, ex-vice-presidente de fabricação da Riley Beaird, empresa em Shreveport, e membro da Convenção Batista do Sul. A mãe de Terry, Novis, nasceu em 1929 na Paróquia de Red River, Louisiana. Terry tem um irmão mais velho, Gary, e um irmão mais novo, Craig.
Bradshaw passou sua infância em Camanche, Iowa, onde estabeleceu o objetivo de jogar futebol americano profissional. Quando era adolescente, Bradshaw retornou com sua família, incluindo seus irmãos, para Shreveport. Lá, ele frequentou a Woodlawn High School e levou o time para a final do AAA High School Championship, em 1965. Sua equipe perdeu para o Sulphur Golden Tornadoes por 12–9. Enquanto estava em Woodlawn, ele estabeleceu um recorde nacional de lançamento de dardo com 74,68 metros. Suas façanhas renderam-lhe um lugar na seção "Faces in the Crowd", da revista Sports Illustrated. O sucessor de Bradshaw como quarterback titular de Woodlawn foi outro futuro destaque da NFL: Joe Ferguson.

## Carreira universitária

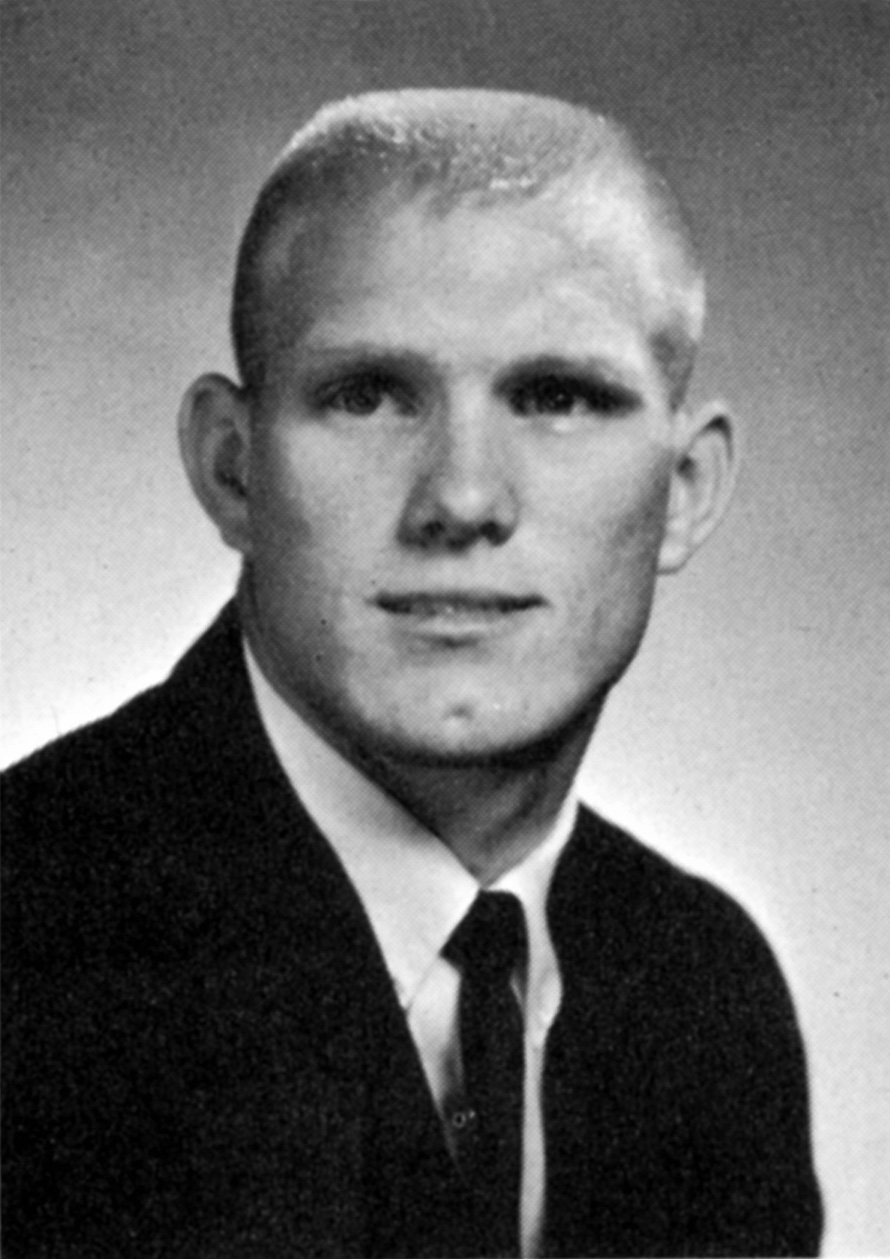
Bradshaw em 1967

Bradshaw decidiu frequentar a Universidade de Tecnologia de Louisiana, em Ruston. Ele foi membro da fraternidade Tau Kappa Epsilon, era ativo na Sociedade de Atletas Cristãos e falou antes de muitos banquetes esportivos e outras reuniões. Inicialmente, ficou como quarterback reserva, atrás de Phil "Roxie" Robertson, que mais tarde se tornaria famoso como o inventor do pato Ducker e como personalidade de televisão no programa da A&E, "Os Reis dos Patos". Robertson contou: "Eu estou indo para os patos, você [Terry] pode ir para os dólares."
Quando chegou à Louisiana Tech, em 1966, Bradshaw causou um frenesi na mídia, por causa de sua reputação de ser uma sensação de futebol americano da vizinha Shreveport. Robertson estava um ano à frente de Bradshaw e foi o titular em 1966 e 1967, optando por não jogar em 1968.
Em 1969, Bradshaw foi considerado pela maioria dos olheiros profissionais como o jogador de futebol americano universitário mais destacado do país. Em seu terceiro ano, ele acumulou 2 890 jardas no total, ficando em primeiro lugar na NCAA, e levou sua equipe a uma campanha de 9–2 e a uma vitória por 33–13 sobre Universidade de Akron, no Rice Bowl.
Em sua última temporada, ele acumulou 2 314 jardas, ocupando o terceiro lugar na NCAA, e levou sua equipe a uma campanha de 8–2. Sua queda de produção foi principalmente porque sua equipe jogou apenas dez partidas naquele ano e ele foi retirado de vários jogos no segundo tempo, porque sua equipe tinha construído uma enorme vantagem.
Bradshaw formou-se com praticamente todos os recordes de passe da Louisiana Tech na época. Em 1984, foi introduzido na classe inaugural do Hall da Fama de esportes da Louisiana Tech. Quatro anos depois, foi introduzido no Hall da Fama de esportes da Louisiana.

## Carreira na NFL
No recrutamento de 1970, Bradshaw foi o primeiro jogador selecionado pelo Pittsburgh Steelers. Os Steelers ganharam a primeira escolha por causa dos critérios de  desempate, já que sua campanha (1–13) tinha sido idêntica à do Chicago Bears em 1969. Em ambos os casos, Bradshaw seria a escolha número 1.
Bradshaw tornou-se titular em seu segundo ano, depois de dividir o cargo com Terry Hanratty em sua temporada de estreia. Durante suas primeiras temporadas, o quarterback de 2,15 metros de altura foi errático, jogou muitas interceptações (seriam 210 interceptações ao longo de sua carreira) e foi amplamente ridicularizado pela mídia por suas raízes rurais e pela percepção de falta de inteligência.

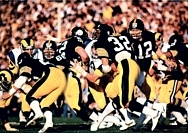
Bradshaw (12) entrega a bola a Franco Harris no Super Bowl XIV

Bradshaw precisou de várias temporadas para se ajustar à NFL, mas acabou levando o Pittsburgh Steelers a oito títulos da AFC Central e a quatro do Super Bowl. Os Steelers contaram com a defesa conhecida como "Cortina de Ferro" e com um poderoso ataque liderado por Franco Harris e Rocky Bleier, mas o braço forte de Bradshaw deu a eles a ameaça do passe profundo, ajudando a afrouxar as defesas adversárias. Em 1972, ele lançou o passe conhecido como "Recepção Imaculada" para Franco Harris, que garantiu a vitória sobre o Oakland Raiders nos playoffs da AFC — é uma das jogadas mais famosas da história da NFL.
Bradshaw perdeu temporariamente o posto de titular para Joe Gilliam em 1974, mas assumiu novamente ainda durante a temporada regular. No AFC Championship Game de 1974, contra os Raiders, seu passe para o touchdown de Lynn Swann acabaria sendo o da vitória por 24–13. Na vitória dos Steelers por 16–6 no Super Bowl IX, sobre o Minnesota Vikings, Bradshaw completou nove passes e seu passe para touchdown no quarto quarto ajudou a levar os Steelers à sua primeira vitória no Super Bowl.
No Super Bowl X, Bradshaw lançou para 209 jardas, com a maioria dos passes para Lynn Swann, e os Steelers venceram o Dallas Cowboys por 21–17. Seu passe para touchdown de 64 jardas para Swann (que viajou cerca de setenta jardas) é considerado por alguns como um dos maiores passes na história da NFL.
Lesões no pescoço e no pulso em 1976 forçaram Bradshaw a ficar fora de quatro jogos. Ele voltou em uma vitória por 40–14 sobre o Baltimore Colts, completando catorze passes para 264 jardas e três touchdowns, mas as esperanças dos Steelers de um tricampeonato terminaram quando ambos os corredores de mil jardas (Harris e Bleier) se machucaram na vitória sobre os Colts, e os Steelers posteriormente perderam para os Raiders na final da AFC, por 24–7. Jack Lambert afirmou que a equipe dos Steelers de 1976 foi a melhor equipe em que ele jogou, incluindo as quatro equipes que conquistaram o Super Bowl de que ele fez parte.
Bradshaw teve sua melhor temporada em 1978, quando foi nomeado MVP da NFL pela Associated Press, após uma temporada em que completou 207 passes para 2 915 jardas e 28 touchdowns. Ele também foi nomeado All-Pro e All-AFC naquele ano, apesar de ter lançado vinte interceptações.
Antes do Super Bowl XIII, uma revanche entre Steelers e Cowboys, o defensor dos Cowboys Thomas "Hollywood" Henderson ridicularizou Bradshaw, dizendo: "Ele não podia soletrar 'cat' se você o desse as letras 'c' e 'a'." Bradshaw vingou-se ganhando o prêmio de MVP do Super Bowl, completando dezessete passes, para um recorde de 318 jardas e quatro touchdowns na vitória por 35–31.
Bradshaw ganhou seu segundo prêmio consecutivo de MVP do Super Bowl em 1979, no Super Bowl XIV. Ele passou para 309 jardas e dois touchdowns em uma vitória por 31–19 sobre o Los Angeles Rams. No início do quarto quarto, com o Pittsburgh vencendo por 19–17, Bradshaw voltou a usar o passe longo para ajudar a projetar uma vitória: um touchdown de 73 jardas para John Stallworth. Bradshaw dividiu o prêmio de Esportista do Ano da revista Sports Illustrated naquela temporada com o astro do Pittsburgh Pirates Willie Stargell, que ganhou a World Series de 1979.

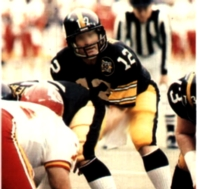
Bradshaw jogando com os Steelers em 1982

Depois de duas temporadas sem ir aos playoffs, Bradshaw jogaria com dor — ele precisava de uma dose de cortisona antes de cada jogo por causa de uma lesão no cotovelo sofrida durante um treino — na temporada de 1982, reduzida por causa de uma greve. Ele ainda conseguiu empatar o recorde de mais touchdowns na liga, com dezessete. No último jogo de Bradshaw em pós-temporadas, ele completou 28 passes para 325 jardas, dois touchdowns e duas intercepções, em uma derrota por 31—28 para o San Diego Chargers.
Depois de passar por uma cirurgia de cotovelo, Bradshaw ficou ocioso nos primeiros catorze jogos da temporada de 1983. Então, em 10 de dezembro, contra o New York Jets, sentiu um estalo em seu cotovelo enquanto dava seu passe final, um touchdown de dez jardas para Calvin Sweeney, no segundo quarto da vitória dos Steelers por 34–7. Bradshaw saiu do jogo e nunca mais jogou. Os dois touchdowns de Bradshaw nesse jogo foram seus últimos e permitiram que ele terminasse sua carreira com dois touchdowns (212) a mais do que interceptações (210) em sua carreira.
Sua aposentadoria foi uma surpresa para alguns. Antes do surgimento dos problemas de Bradshaw, a equipe optou por não selecionar Dan Marino, quarterback da Universidade de Pittsburgh, no recrutamento de 1983, como herdeiro de Bradshaw, devido em parte ao fato de Chuck Noll querer se reconstruir na defesa. O jogador que os Steelers selecionaram (Gabriel Rivera) jogou apenas seis partidas, antes de ficar tetraplégico por causa de um acidente de carro. O subsequente sucesso de Marino com o Miami Dolphins levou o dono dos Steelers, Art Rooney, a lembrar seus filhos diariamente até sua morte que o time "deveria ter selecionado Marino". A equipe não teria um quarterback consistente até Ben Roethlisberger chegar, em 2004.
Embora os Steelers não tenham aposentado oficialmente o número 12 de Bradshaw, eles não o usaram desde sua aposentadoria, e entende-se que nenhum outro jogador poderá usá-lo novamente.

## Pós-carreira
Em julho de 1997, Bradshaw serviu como o apresentador quando Mike Webster, seu center nas equipes dos Super Bowls XIII e XIV, foi incluído no Hall da Fama do Futebol Americano Profissional.
Em 2006, apesar de os Steelers serem uma das equipes em campo, Bradshaw não compareceu a uma homenagem aos MVP's do Super Bowl durante o Super Bowl XL, em Detroit, Michigan. Segundo relatos, Bradshaw (juntamente com seu amigo próximo, Joe Montana, três vezes MVP) solicitou uma garantia de cem mil dólares para sua aparição no evento "Super Bowl MVP Parade" e aparições associadas. A NFL não podia fazer tal garantia, e recusaram. Um representante de Bradshaw negou esta informação. Depois de uma aparição no The Tonight Show, em 6 de fevereiro, Bradshaw afirmou que a razão por que ele não comparecera ao evento fora que ele estava passando um tempo com a família, que ele odeia multidões e o circo da mídia do Super Bowl, e também que a única maneira de ele ir a um Super Bowl seria quando a Fox estivesse transmitindo o jogo — foi a ABC que transmitiu o Super Bowl XL. Bradshaw também afirmou que dinheiro não era um problema.
Em abril, Bradshaw doou seus quatro anéis de Super Bowl, o anel do Hall da Fama do Futebol Americano Universitário, o anel do Hall da Fama do Futebol Americano Profissional, quatro troféus em miniatura do Super Bowl e um capacete e camisa de uma de suas vitórias no Super Bowl para sua alma mater, a Universidade de Tecnologia de Louisiana.
Em 5 de novembro de 2007, durante um jogo televisionado na segunda-feira, Bradshaw juntou-se a ex-companheiros de equipe, incluindo Franco Harris e Joe Greene, para aceitar sua posição na equipe de todos os tempos do 75.º aniversário do Pittsburgh Steelers.

### Carreira de radiodifusão
Bradshaw aposentou-se do futebol americano em 24 de julho de 1984 e rapidamente assinou um contrato de televisão com a CBS, para tornar-se analista de jogos da NFL ainda naquele ano. Antes de seu trabalho em tempo integral para eles, ele atuara como comentarista convidado de transmissões de pós-temporada da NFC da CBS Sports, entre 1980 e 1982.
Bradshaw foi promovido a analista de estúdio para The NFL Today em 1990 e no Fox NFL Sunday, onde normalmente tem um papel cômico para seus co-anfitriões. Na Fox NFL Sunday, ele apresenta dois quadros semirregulares: "Ten Yards with TB", onde dispara perguntas aleatórias para um profissional da NFL, e "The Terry Awards", um show anual de comédia sobre a temporada da NFL. Como ação promocional, ele também organizou dois especiais consecutivos do Digi-Bowl, em 2001 e 2002, na Fox Kids, fornecendo comentários da NFL no estúdio da Fox entre os episódios de Digimon: Digital Monsters; o especial de 2002 foi o último, pois a Fox Kids terminou no mesmo ano. Ele apareceu na primeira transmissão da NASCAR na FOX, quando pegou carona com Dale Earnhardt no Daytona International Speedway na noite anterior a Earnhardt morrer em uma colisão na Daytona 500. Bradshaw também acenou com a bandeira verde no início da corrida.
Bradshaw ainda é conhecido como um crítico de jogadores e equipes. Após o Super Bowl XLVI, ele foi confrontado por Ann Mara, esposa do falecido Wellington Mara, e "atormentado" por não ter escolhido os Giants para vencer no Fox NFL Sunday.

### Carreira de negócios
Durante a primeira parte de sua carreira com os Steelers, Bradshaw era um vendedor de carros usados durante o período de entressafra para complementar sua renda, pois isso ainda acontecia durante os dias em que a maioria dos jogadores da NFL não ganhava dinheiro suficiente para se concentrar apenas no futebol americano.
No final dos anos 70 e início dos anos 80, Bradshaw vendeu manteiga de amendoim com seu nome e imagem no rótulo. Comerciais foram veiculados na televisão no mercado de Shreveport.
Bradshaw também escreveu ou co-escreveu cinco livros e gravou seis álbuns de música country e gospel. Seu cover de "I'm So Lonesome I Could Cry" chegou ao Top 20 na parada country da Billboard (e número 91 na Hot 100) em 1976; duas outras músicas ("The Last Word In Lonesome Is Me" e "Until You") também foram para as paradas do país.
Em 2001, Bradshaw entrou no mundo da NASCAR juntando-se à equipe de corridas HighLine Performance Group para formar a FitzBradshaw Racing. Ele também é o porta-voz da Jani-King International, Inc.
Entre os consumidores norte-americanos, Bradshaw continua sendo um dos jogadores aposentados mais populares do futebol americano profissional. Em setembro de 2007, Bradshaw era o ex-jogador de futebol americano profissional mais bem cotado no Índice Davie-Brown (DBI), que pesquisa os consumidores para determinar os níveis de confiança e apelo de uma celebridade.

## Vida pessoal
Bradshaw foi casado quatro vezes. Ele foi casado pela primeira vez com Melissa Babish (Miss Teenage America, 1969) de 1972 a 1973; com a patinador de gelo, JoJo Starbuck, de 1976 a 1983; e com a advogada de família, Charla Hopkins, que é a mãe de suas duas filhas, Rachel e Erin, de 1983 a 1999.
Erin Bradshaw é um pintor e é graduado pela Universidade do Norte do Texas em Denton, Texas. Rachel Bradshaw é graduada pela Belmont University em Nashville, Tennessee, e apareceu em "Nashville" (2007), uma série de TV sobre jovens músicos que tentam chegar em Nashville, e é viúva do ex-jogador do Tennessee Titans, Rob Bironas.
Os três primeiros casamentos de Bradshaw terminaram em divórcio, um assunto que ele ridiculariza freqüentemente em seu programa de pré-jogo da NFL. Bradshaw foi casado pela quarta vez, em 8 de julho de 2014, com Tammy, sua namorada de 15 anos.

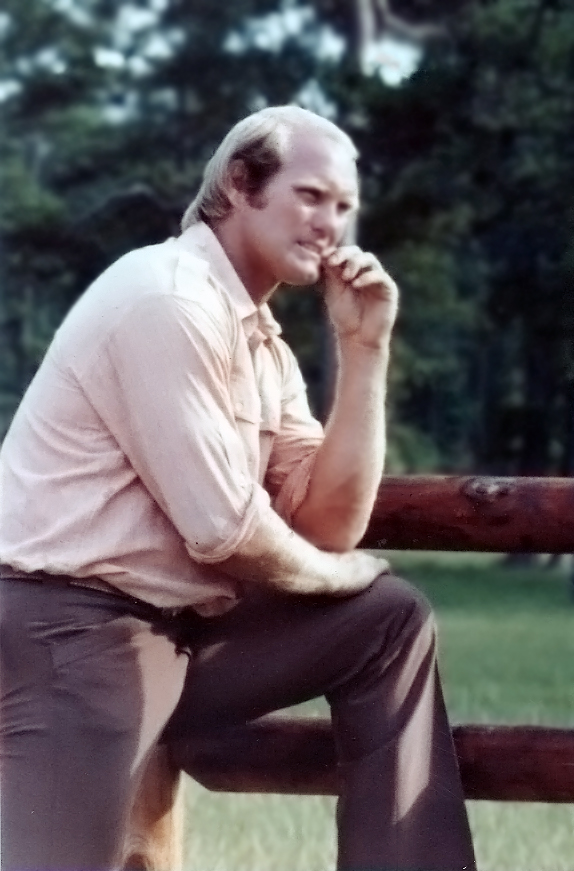
Bradshaw em 1979

Depois que sua carreira na NFL terminou, Bradshaw revelou que ele tinha freqüentemente ataques de ansiedade após os jogos. O problema piorou no final dos anos 90, após o seu terceiro divórcio, quando ele disse que "não poderia se recuperar", como fez após os divórcios anteriores ou depois de um mau jogo. Além dos ataques de ansiedade, seus sintomas incluíam perda de peso, choro frequente e insônia. Ele foi diagnosticado com depressão clínica. Desde então, ele tomou Paxil regularmente. Ele escolheu falar sobre sua depressão para superar o estigma associado a ela e estimular outros a procurar ajuda.
As ansiedades de Bradshaw em aparecer em público, longe do ambiente controlado de um estúdio de televisão, levaram a um distanciamento não intencional dos Steelers. Quando o fundador e proprietário da equipe, Art Rooney, morreu em 1988, Bradshaw não compareceu ao seu funeral. Um ano depois, durante seu discurso de indução no Hall da Fama, Bradshaw fez questão de saudar seu falecido chefe e amigo, apontando para o céu e dizendo: "Art Rooney... menino, eu lhe digo, amei aquele homem".
Ainda assim, Bradshaw nunca retornou ao Three Rivers Stadium para um jogo dos Steelers. Quando o último jogo da temporada regular foi disputado em 16 de dezembro de 2000, Bradshaw estava com a equipe da Fox NFL Sunday, fazendo seu show pré-jogo a bordo do porta-aviões USS Harry S. Truman, enquanto a Fox cobria o jogo ao vivo. Bradshaw lamentou não estar lá, mas diria em particular que não sentia que pudesse enfrentar a multidão. Não seria até setembro de 2002, quando seu companheiro de equipe do Hall of Fame e seu amigo de longa data, Mike Webster, morreu, e Bradshaw finalmente retornou a Pittsburgh para assistir ao funeral de seu amigo.
Em outubro de 2002, Bradshaw retornou à linha lateral doa Steelers pela primeira vez em vinte anos para um jogo do Monday Night Football entre o Steelers e o Indianapolis Colts. Em 2003, quando os Steelers jogou o milésimo jogo na história da franquia, a Fox cobriu o jogo no Heinz Field e Bradshaw voltou para cobrir o jogo. Além ter assumido sua posição na equipe de todos os tempos dos Steelers em 2007 como parte das comemorações do 75º aniversário da equipe, ele também estava na lateral do 2007, onde os Steelers conquistaram sua 500ª vitória na temporada regular.
Politicamente, Bradshaw é um defensor de longa data do Partido Republicano. Em 2012, ele ficou registrado na Fox News como apoiando a candidatura de Newt Gingrich para a indicação presidencial republicana. Na mesma entrevista, ele também rotulou o linebacker Terrell Suggs de "idiota" por fazer comentários críticos das observações públicas do quarterback de Denver, Tim Tebow, sobre sua fé cristã, dizendo que Suggs "é melhor ter cuidado; se eu fosse ele, estaria de joelhos esta noite pedindo perdão, porque isso é totalmente inaceitável".

### Relacionamento com Chuck Noll
Enquanto Bradshaw nunca teve problemas com a família Rooney, ele teve um relacionamento complicado com seu treinador, Chuck Noll. Noll e Bradshaw tiveram um relacionamento difícil com Bradshaw afirmando que sentia que Noll era muito duro com ele e nunca gostou dele, embora os dois tenham feito as pazes (pelo menos publicamente) antes da morte de Noll em 2014.
Em uma entrevista à NFL Films em 2016 para um episódio de "A Football Life" sobre Noll, Bradshaw sentiu que os dois tinham muito de um confronto cultural com suas personalidades e também afirmou que Noll o desprezava constantemente. No mesmo episódio, no entanto, os ex-companheiros de equipe Lynn Swann e Jack Ham e Joe Gordon, diretor dos Steelers, sentiram que a animosidade era uma via de mão única, com Ham acrescentando que Bradshaw era o único jogador tratado diferentemente por Noll e que Bradshaw era "constantemente mimado enquanto era o inferno com o resto do time".
Em uma entrevista, Noll descreveu seu relacionamento com Bradshaw como "profissional" e que sua personalidade precisava se adequar à equipe, acrescentando que "funcionava, mesmo que Bradshaw não gostasse". No entanto, Bradshaw optou por não comparecer ao funeral de Noll, apesar de estar em Pittsburgh na época.

## Carreira televisiva e cinematográfica
Bradshaw apareceu em inúmeros comerciais de televisão. O mais recente foi um "anúncio ao vivo" para o detergente, Tide, junto com seu co-apresentador da Fox Sports, Curt Menefee, onde Bradshaw aparece com uma camisa manchada no que parecia ser ao vivo do estande da Fox no Super Bowl LI e depois lava-o com Tide na casa de Jeffrey Tambor.
Bradshaw teve aparições em muitas séries como ele mesmo, incluindo o "Brotherly Love", "Everybody Loves Raymond", "Married... with Children", "Modern Family", "The Larry Sanders Show" e "The League". Ele também apareceu em "Malcolm in the Middle" com Howie Long como o treinador inútil de uma equipe feminina de hóquei no gelo. Ele protagonizou uma série de televisão de curta duração em 1997, chamada "Home Team with Terry Bradshaw".
Além de seu trabalho na televisão, Bradshaw apareceu em vários filmes, incluindo uma parte no filme de 1978, "Hooper", estrelado por Burt Reynolds, Jan-Michael Vincent e Sally Field, e a aparição de 1981 em The Cannonball Run. Em 1980, ele fez uma participação especial em "Desta Vez Te Agarro", estrelado por Burt Reynolds, Jerry Reed e Sally Field. Ele fez uma aparição em "The Adventures of Brisco County, Jr", em 1994.
Bradshaw apareceu no seriado de curta duração de Jeff Foxworthy, "The Jeff Foxworthy Show", como um palestrante motivacional para pessoas que precisam mudar suas vidas. O personagem de Bill Engvall é afetado pelas reclamações de Bradshaw sobre feitiçaria e vodu em seus pré-jogos.
Em 11 de outubro de 2001, Bradshaw recebeu uma estrela na Calçada da Fama de Hollywood, o primeiro e único jogador da NFL (em 31 de maio de 2008) a fazê-lo.
Em 2006, Bradshaw retornou à tela de cinema no filme "Armações do amor". Ele e Kathy Bates interpretaram os pais do personagem de Matthew McConaughey. Em uma cena notável ele apareceu nu, um movimento que Jay Leno passou um segmento inteiro zombando durante uma aparição no The Tonight Show with Jay Leno.
Em 2016, Bradshaw teve um papel de liderança na série de comédia alternativa da NBC, "Better Late Than Never", em que viaja pelo mundo com outras celebridades americanas, como William Shatner, Henry Winkler, George Foreman e Jeff Dye. Em 2017, ele teve um papel coadjuvante no filme de comédia "Father Figures".

## Estatísticas
| Ano   | Time                | J   | Com   | Ten   | Pct   | Jardas | TD  | Int | Rating |
| ----- | ------------------- | --- | ----- | ----- | ----- | ------ | --- | --- | ------ |
| 1970  | Pittsburgh Steelers | 13  | 218   | 83    | 38,1% | 1 410  | 6   | 24  | 30,4   |
| 1971  | Pittsburgh Steelers | 14  | 373   | 203   | 54,4% | 2 259  | 13  | 22  | 59,7   |
| 1972  | Pittsburgh Steelers | 14  | 308   | 147   | 47,7% | 1 887  | 12  | 12  | 64,1   |
| 1973  | Pittsburgh Steelers | 10  | 180   | 89    | 49,4% | 1 183  | 10  | 15  | 54,5   |
| 1974  | Pittsburgh Steelers | 8   | 148   | 67    | 45,3% | 785    | 7   | 8   | 55,2   |
| 1975  | Pittsburgh Steelers | 14  | 286   | 165   | 57,7% | 2 055  | 18  | 9   | 88,0   |
| 1976  | Pittsburgh Steelers | 10  | 192   | 92    | 47,9% | 1 177  | 10  | 9   | 65,4   |
| 1977  | Pittsburgh Steelers | 14  | 314   | 162   | 51,6% | 2 523  | 17  | 19  | 71,4   |
| 1978  | Pittsburgh Steelers | 16  | 368   | 207   | 56,3% | 2 915  | 28  | 20  | 84,7   |
| 1979  | Pittsburgh Steelers | 16  | 472   | 259   | 54,9% | 3724   | 26  | 25  | 77,0   |
| 1980  | Pittsburgh Steelers | 15  | 424   | 218   | 51,4% | 3 339  | 24  | 22  | 75,0   |
| 1981  | Pittsburgh Steelers | 14  | 370   | 201   | 54,3% | 2 887  | 22  | 14  | 83,9   |
| 1982  | Pittsburgh Steelers | 9   | 240   | 127   | 52,9% | 1 768  | 17  | 11  | 81,4   |
| 1983  | Pittsburgh Steelers | 1   | 8     | 5     | 62,5% | 77     | 2   | 0   | 133,9  |
| Total | Total               | 168 | 3 901 | 2 025 | 51,9% | 27 989 | 212 | 210 | 70,9   |